# Mitzach
Mitzach je občina v departmaju Haut-Rhin francoske regije Alzacija.
Leta 1990 je v občini živelo 378 oseb oz. 59 oseb/km².